# Mario West
Pour les articles homonymes, voir West.
Mario West, né le 19 juin 1984 à Huntsville, aux États-Unis, est un joueur américain de basket-ball. Il évolue au poste d'arrière. 